# 吉田万里子 (フィギュアスケート選手)
吉田 万里子（よしだ まりこ）は、日本の元フィギュアスケート選手、コーチ。東京都出身。

## 経歴
中学1年のとき全日本選手権に初出場した。当時日本の女子シングルは渡部絵美の全盛時で、ライバルは小林れい子であった。
1980年の全日本選手権で2位となるが、翌1981年の世界選手権には1位の小林れい子、4位の加藤雅子が派遣され、出場できなかった。
1981年の9度目の出場となった全日本選手権で初優勝した。

## 主な戦績
| 大会/年      | 1978-79 | 1979-80 | 1980-81 | 1981-82 |
| ------------ | ------- | ------- | ------- | ------- |
| 世界選手権   |         |         |         | 22      |
| NHK杯        |         | 6       | 9       |         |
| 全日本選手権 | 3       | 3       | 2       | 1       |